# 秦威
秦威（1911年—1994年），男，汉族，直隶（今河北）成安人，中国电影美术设计师，曾任中国电影家协会理事。